# Kleines Mädesüß
Das Kleine Mädesüß (Filipendula vulgaris), auch Klein-Mädesüß oder Knolliges Mädesüß genannt (weitere Trivialnamen sind Knollen-Geißbart, Wiesenkönigin und Filipendelwurz), ist eine Pflanzenart aus der Gattung Mädesüß (Filipendula) und gehört in die Familie der Rosengewächse (Rosaceae).

## Beschreibung

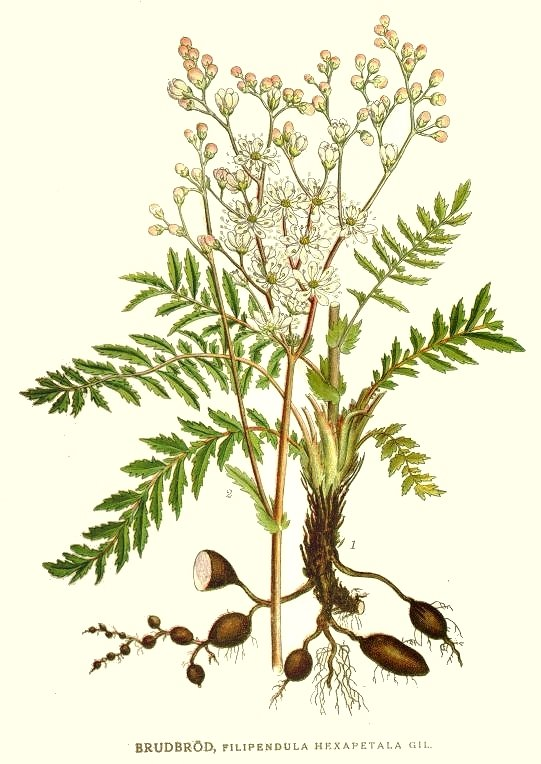
Illustration mit Wurzelknollen

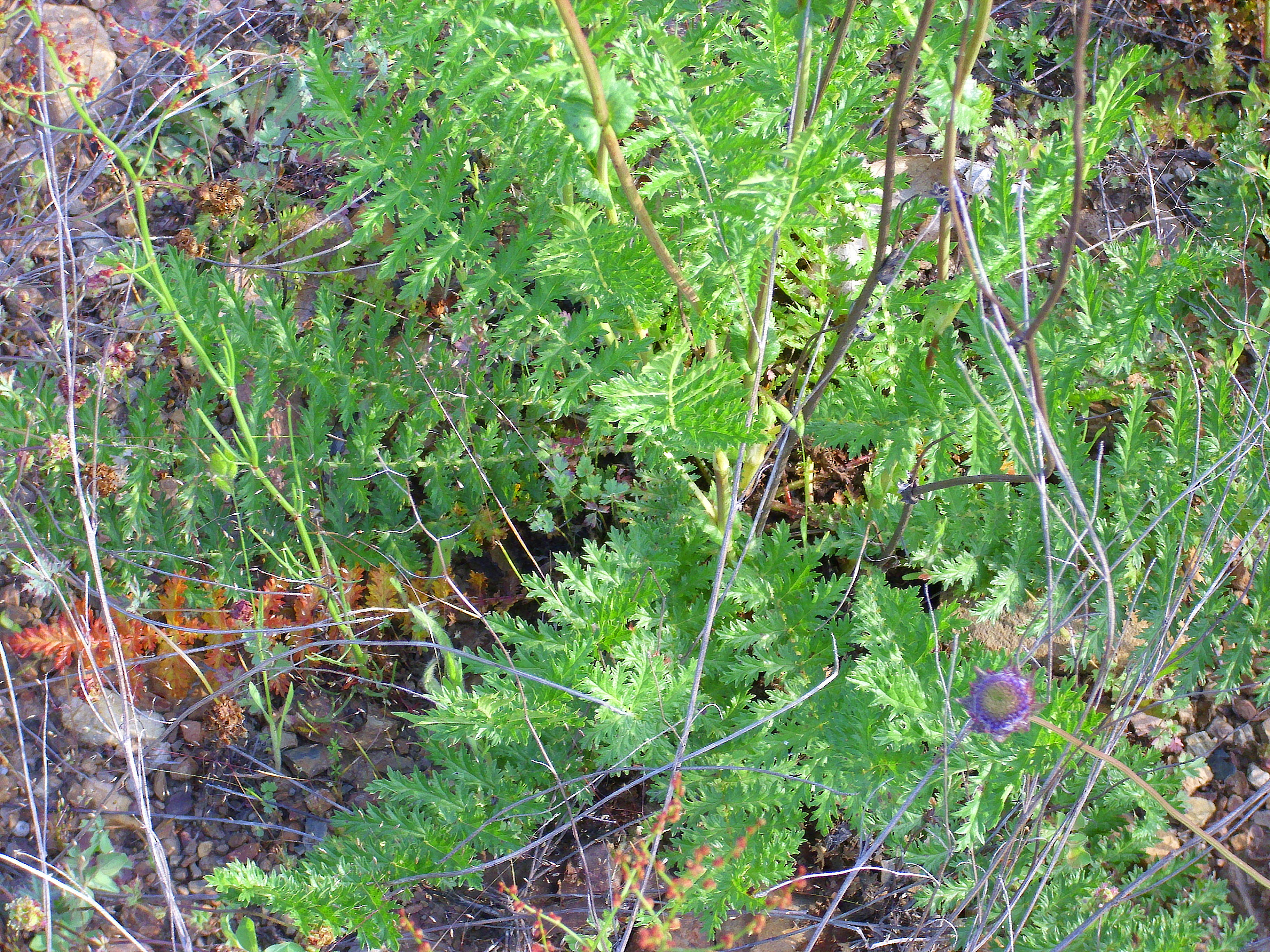
Grundständige Rosette mit gefiederten Laubblätter

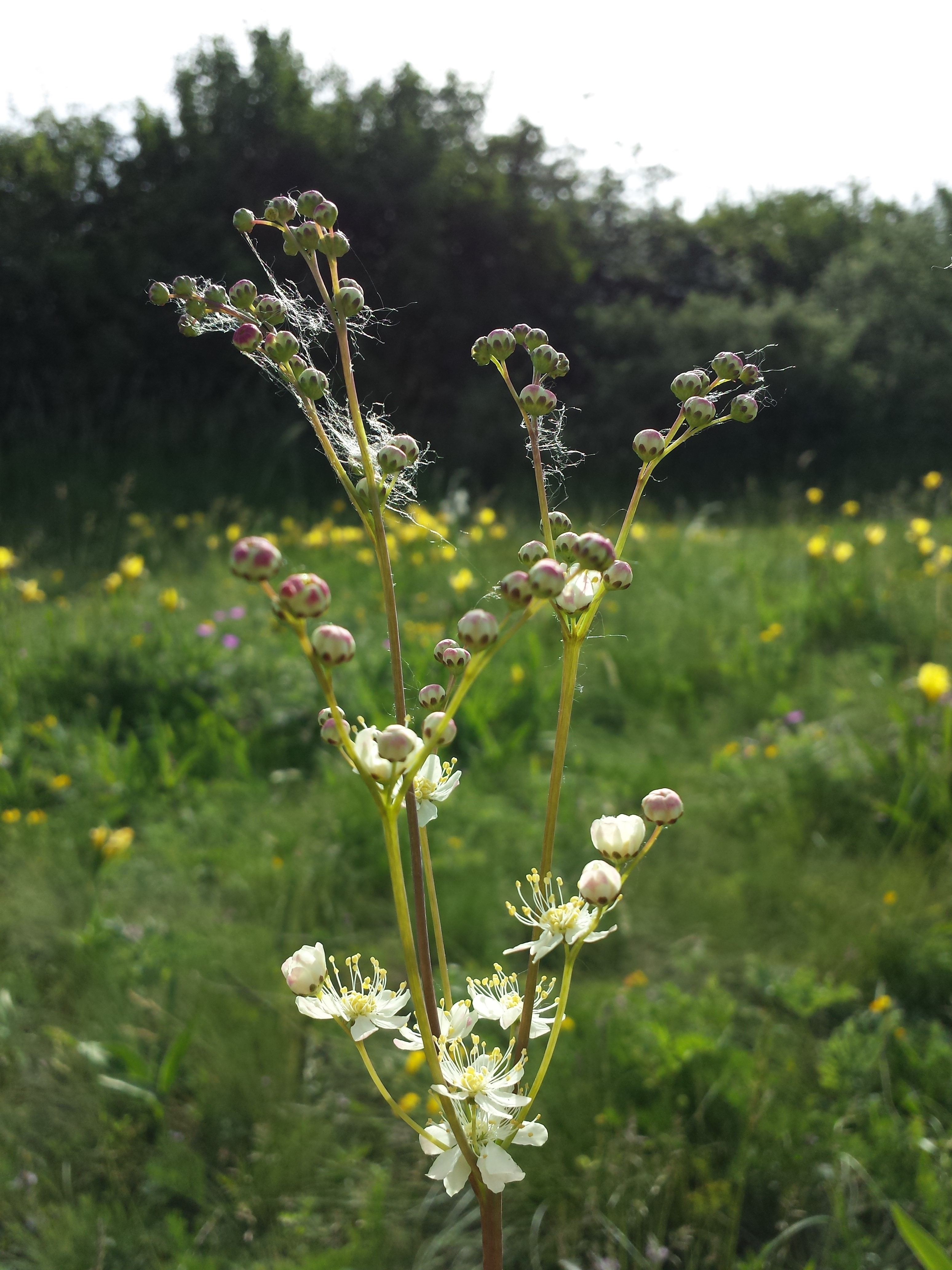
Blütenstand

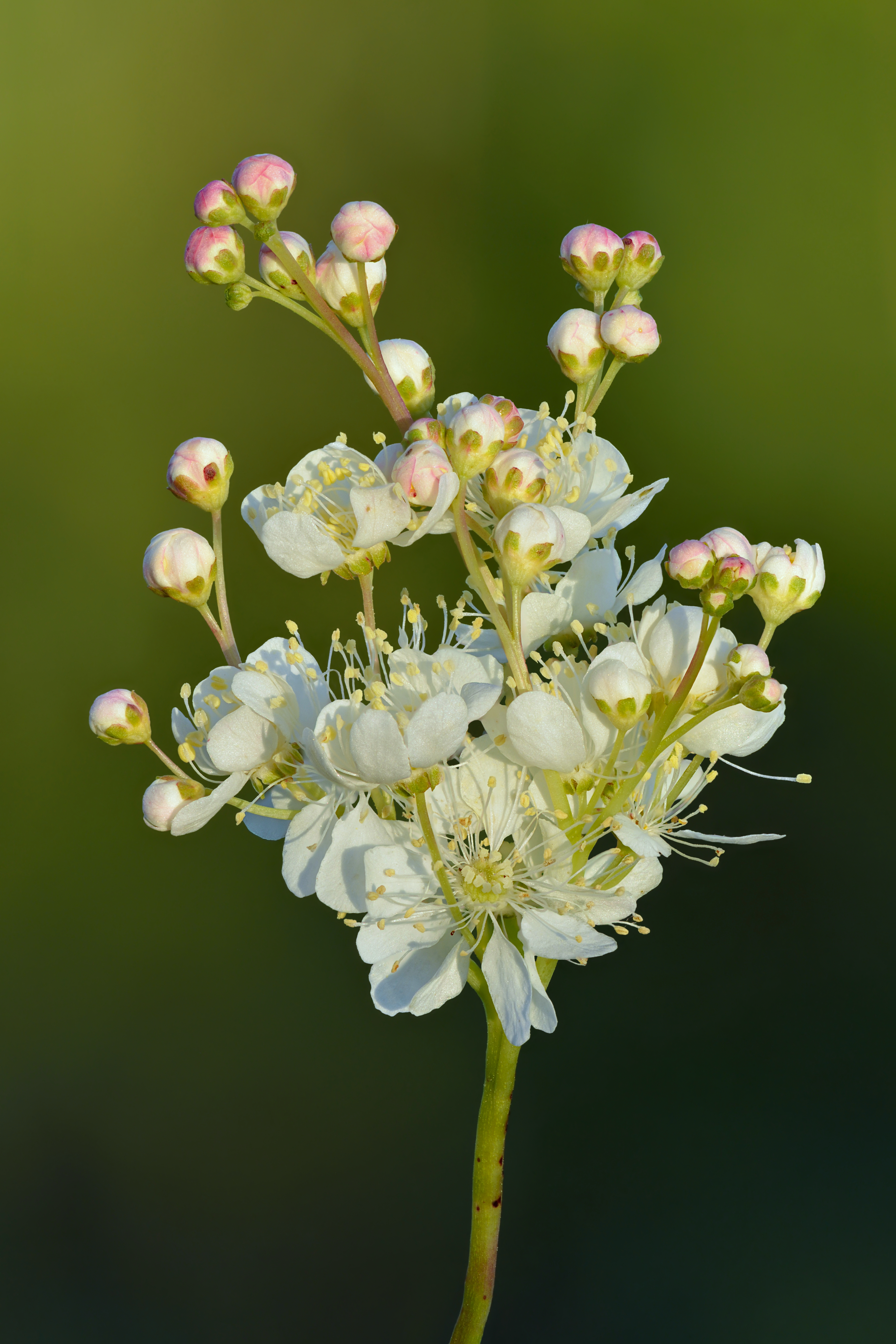
Blüten

### Erscheinungsbild und Blatt
Das Kleine Mädesüß ist eine sommergrüne, ausdauernde krautige Pflanze und erreicht Wuchshöhen von 30 bis 80 Zentimetern. Die Wurzeln sind oft spindelförmig, seltener kugelig angeschwollen, woraus sich der deutsche Trivialname Knolliges Mädesüß ergibt. Der meist aufrechte und einfache, seltener im oberen Bereich verzweigte Stängel ist kahl, im Querschnitt stielrund bis schwach kantig oder schwach mit Rillen versehen und nach oben weniger beblättert. 
Die Laubblätter sind in einer grundständigen Rosette und wechselständig am Stängel entfernt verteilt angeordnet. Die kurz gestielten oder sitzenden Laubblätter sind 15 bis 25 cm lang sowie 3 (selten bis zu 4) cm breit und unterbrochen undeutlich doppelt gefiedert. Die 8 bis 30 Fiederblättchen sind im Umriss länglich und selbst wieder fiederlappig oder doppelt gezähnt und die größeren sind 10 bis 25 mm lang und 4 bis 8 mm breit. Die Blätter sind beiderseits grün, oberseits kahl und unterseits etwas behaart.

### Blütenstand, Blüte und Frucht
Die Blütezeit reicht von Mai bis Juli. Viele Blüten stehen in einem zusammengesetzten, doppeltraubigen Blütenstand zusammen, der eine Länge von 3 bis 10 cm und unterschiedlich lange und starke Verzweigungen aufweist. Die teils gestielten, teils sitzenden Blüten sind radiärsymmetrisch. Sie besitzen meist sechs Kelchblätter. Die meist sechs weißen, außen oft etwas rötlichen Kronblätter sind 5 bis 9 mm lang und länglich-verkehrt-eiförmig. Jede Blüte besitzt 20 bis 40 Staubblätter, die so lang wie oder länger als die Kronblätter sind. Die sechs bis zwölf Fruchtblätter sind behaart und tragen an der Spitze eine schirmförmige Narbe. 
Die einsamigen, balgfruchtähnlichen Achänen sind 3 bis 4 mm lang, hellbraun und nicht schraubenförmig gewunden.

### Chromosomenzahl und Inhaltsstoffe
Die Chromosomenzahl beträgt 2n = 14, selten 16.
Die Wurzelknollen enthalten Stärke und Gerbstoffe.

## Giftigkeit
Extrakte zeigten keine Zytotoxizität in drei verschiedenen Zelllinien (IC50 > 50 μg/ml).

## Ökologie
Das Kleine Mädesüß ist eine vielstängelige Staude mit teilweise verdickten, sprossbürtigen Wurzeln mit Speicher- und Wurzelfunktion. Diese bilden außerdem Laubsprosse zur Selbstausbreitung. Die Keimung erfolgt bereits im Vorfrühling.
Die sich strahlig ausbreitenden Griffel der Blüten bieten den Bestäubern eine gute Aufsitzfläche, wodurch in der Regel Fremdbestäubung ermöglicht wird. Bei ausbleibendem Blütenbesuch krümmen sich die innersten Staubblätter zur Narbe hin und es kommt zur Selbstbestäubung.
Die behaarten, geraden Früchte haben einen gebogenen Griffelrest, der die Klettausbreitung ermöglicht.

## Vorkommen
Das Verbreitungsgebiet des Kleinen Mädesüß reicht von Europa und Nordafrika bis Zentralasien. Fundorte gibt es im Vereinigten Königreich, in Irland, Dänemark, Schweden, Norwegen (bis fast 64 Grad nördlicher Breite), Finnland, dem Baltikum, Polen, Belarus, Ukraine, Orenburg, Altai, Oblast Swerdlowsk, Russland, Mitteleuropa, Italien, Frankreich, Portugal, Spanien, dem ehemaligen Jugoslawien, Ungarn, der Slowakei, Albanien, Bulgarien, Griechenland, Rumänien, der Türkei, Marokko, Algerien, im Kaukasusgebiet von Georgien, Aserbaidschan, Armenien und im Iran. In Nordamerika und der östlichen Region Primorje kommt das Kleine Mädesüß als Neophyt vor.
In Mitteleuropa kommt das Kleine Mädesüß im Tiefland vereinzelt vor (beispielsweise auf Fehmarn und an der Unterelbe). In den Mittelgebirgen mit kalkhaltigem Gestein ist es selten, und es fehlt hier gebietsweise. Die mitteleuropäischen Fundorte liegen am Westrand des Verbreitungsgebietes. In den Alpen in Oberbayern steigt es bis in Höhenlagen von etwa 900 Metern, im Jura bis 1000 Metern auf. Im Kanton Wallis und in Tirol erreicht es sogar 1400 Meter, in Judikarien 1500 Meter Meereshöhe. In Österreich tritt das Klein-Mädesüß in allen Bundesländern auf und gilt als gefährdet. Im pannonischen Gebiet kommt diese Art häufig vor, ansonsten ist sie zerstreut bis sehr selten.
Das Kleine Mädesüß gedeiht in Mitteleuropa vorwiegend auf trockenen oder wechselfeuchten, stickstoffarmen, humushaltigen Lehm- oder Tonböden in nicht zu kalter Lage, während es auf der iberischen Halbinsel nach Süden immer seltener wird, nur noch in Gebirgen vorzufinden ist sowie dort Uferbereiche und feuchte Magerrasen vorzieht.
Die ökologischen Zeigerwerte nach Landolt et al. 2010 sind in der Schweiz: Feuchtezahl F = 2+w+ (frisch aber stark wechselnd), Lichtzahl L = 3 (halbschattig), Reaktionszahl R = 4 (neutral bis basisch), Temperaturzahl T = 3+ (unter-montan und ober-kollin), Nährstoffzahl N = 2 (nährstoffarm), Kontinentalitätszahl K = 4 (subkontinental).
Das Knollige Mädesüß in Mitteleuropa kommt auf Magerrasen, in Halbtrockenrasen, in Pfeifengraswiesen, in Kiefernwäldern und an Waldrändern vor auf kalkhaltigem, tonigem, wechseltrockenem Untergrund. Es kommt in Mitteleuropa in Gesellschaften des Mesobromion, des Cirsio-Brachypodion, des Molinion, des Potentillo-albae-Quercion-petraeae und des Geranion sanguinei vor.

## Taxonomie
Die Erstveröffentlichung erfolgte 1753 unter dem Namen (Basionym) Spiraea filipendula L. durch Carl von Linné in Species Plantarum. Conrad Moench stellte sie 1794 in die Gattung Filipendula und ersetzte den Namen von Linné mit dem nomen novum Filipendula vulgaris Moench. Weitere Synonyme von Filipendula vulgaris Moench sind: Filipendula hexapetala Gilib. ex Maxim., Ulmaria filipendula (L.) Hill.

## Nutzung

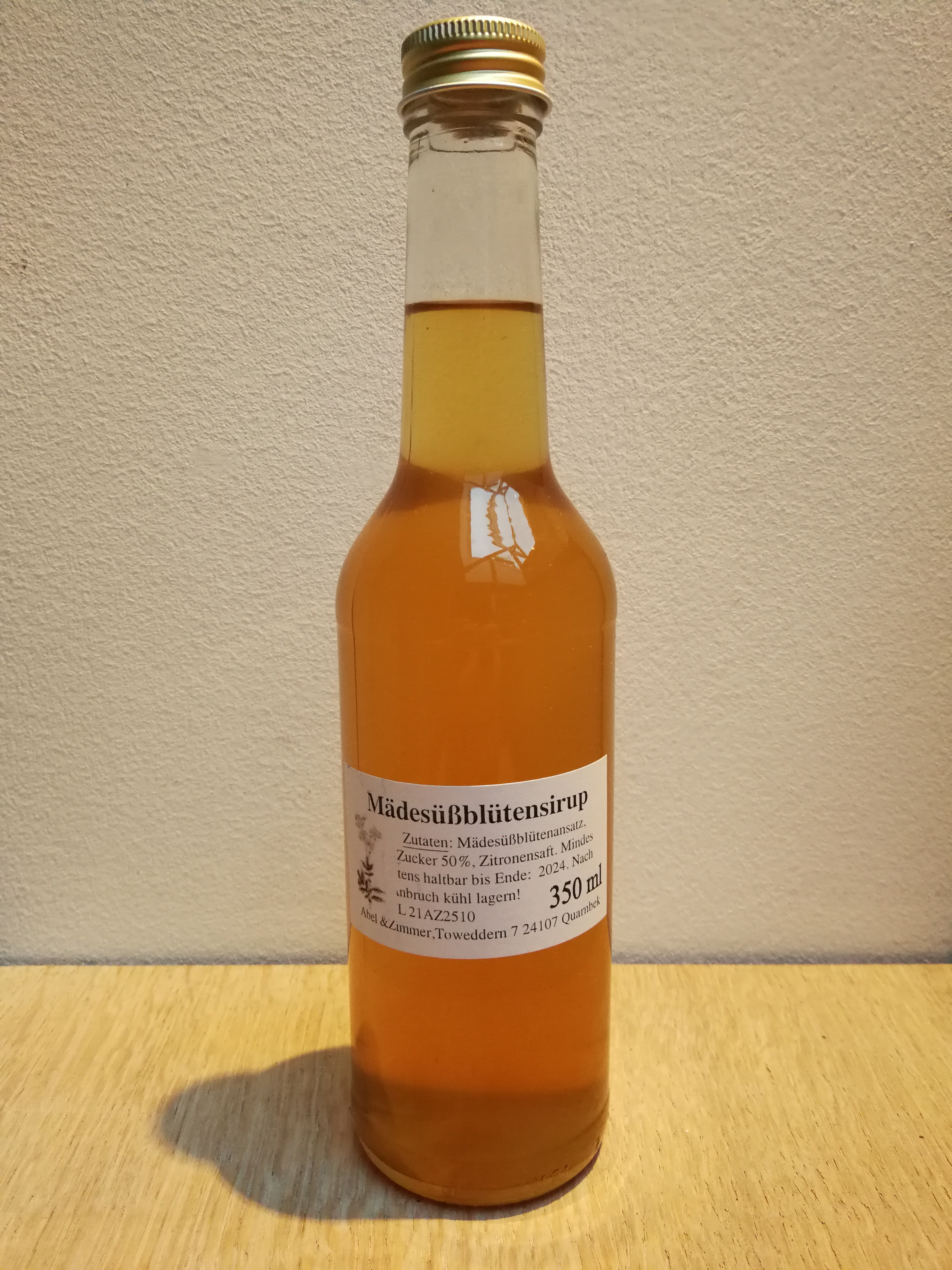
Blütensirup

Die Blüten können zu Sirup oder Marmelade verarbeitet werden. Wurzelknollen und junge Laubblätter können als Gemüse oder Salat zubereitet werden. Ihr Geschmack ist süßlich bitter.
In der Heilkunde wurde das Kleine Mädesüß (lateinisch früher als filipendula und „roter Steinbrech“ bezeichnet) zur Behandlung von Steinleiden eingesetzt.